# جوزف مندز
جوزف مندز (انگلیسی: Joseph Mendes؛ زادهٔ ۳۰ مارس ۱۹۹۱) بازیکن فوتبال اهل فرانسه است.
از باشگاه‌هایی که در آن بازی کرده‌است می‌توان به باشگاه فوتبال لو آور، باشگاه فوتبال لو مان، و باشگاه فوتبال ردینگ اشاره کرد.
وی همچنین در تیم ملی فوتبال گینه بیسائو بازی کرده‌است.